# Legio V Iovia
Legio V Iovia (V Юпітерів легіон) — римський легіон часів пізньої імперії. Назву отримав на честь другого імені імператора Діоклетіана.

## Історія
Створений у 296 році імператором Діоклетіаном для захисту новоствореної провінції Паннонія II. Розташовувався на Паннонійському лімесі як лімітанеї (прикордонні війська). Військові табори розташовувалися у фортецях Бононія (сучасне місто Видин, Болгарія) та Онагрін (останній захищав шлях на важливе місто Сірмій). Весь час свого існування перебував в цій провінції.
Відповідно до Переліку почесних посад (Notitia Dignitatum) на початку V ст. продовжував стояти в Бононії, Онагріні, а також у м. Бургени (поруч з Онагріном). Підпорядковувався дуксу Паннонії. Був знищений внаслідок нападів маркоманів, язигів та свевів, й остаточно гепідів. Припинив існування десь ближче до кінця століття.